# کارل پرکینز
کارل لی پرکینز (انگلیسی: Carl Lee Perkins؛ ۹ آوریل ۱۹۳۲ – ۱۹ ژانویهٔ ۱۹۹۸) موسیقی‌دان و خواننده-ترانه‌سرای سبک راکابیلی اهل ایالات متحده آمریکا بود. او بین سال‌های ۱۹۴۶ تا ۱۹۹۸ میلادی فعالیت می‌کرد و مشهورترین ترانه‌اش «کفش‌های چرم آبی» (Blue Suede Shoes) است.
کارل پرکینز را به‌عنوان «پادشاه راکابیلی» می‌شناسند و آثارش بارها توسط هنرمندان و گروه‌های نامداری همچون الویس پریسلی، بیتلز، جرج هریسون، جیمی هندریکس و جانی کش بازخوانی شده‌است. نامش در تالار مشاهیر راک اند رول و تالار مشاهیر راکابیلی وارد شده و یک جایزه تالار مشاهیر گرمی را نیز از آنِ خود کرده‌است.
پل مک‌کارتنی دربارهٔ او گفته: «اگر کارل پرکینز نبود، بیتلز هم درکار نبود».